# Jaromír Vraštil
Jaromír Vraštil (16. května 1922, Horažďovice – 16. září 1979, Praha) byl český malíř, řezbář, grafik a ilustrátor.

## Život a dílo
Ilustrování knih se začal amatérsky věnovat již během svého studia na plzeňském gymnáziu. Vystudoval Vysokou školu umělecko-průmyslovou v Praze u Františka Muziky, od roku 1949 pracoval jako samostatný výtvarník a ilustrátor dětské literatury.
Zaměřoval se zejména na dobrodružnou literaturu vydávanou Státním nakladatelstvím dětské knihy, kde mezi jím ilustrované autory patřil například Bohumil Říha, Jules Verne, Zane Grey, Joseph Altsheler, Fritz Steuben, James Fenimore Cooper a další autoři. K románům Julese Verna zpracoval i obrazové mapy, které později vytvářel i pro díla dalších autorů, těchto map vytvořil několik desítek. Používal svoji vlastní výtvarnou techniku, kdy se snažil napodobit staré xylografie.
Dnes je jeho dílo považováno za českou klasiku ilustrace dobrodružné literatury pro děti a mládež. Své práce zveřejňoval také v časopisech pro děti a mládež Mateřídouška, Pionýr, Ohníček a ABC.
Kromě ilustrování dobrodružné literatury se věnoval i odborné práci pro Náprstkovo muzeum, kdy coby znalec indiánských kultur ilustroval odborné dílo Václava Šolce – publikace Nejstarší Američané.
Kromě výtvarné činnosti se také aktivně věnoval boxu, trampingu, řezbářství a sběratelství ručních zbraní.

### Nevyjasněné úmrtí
Zemřel náhle následkem nešťastné náhody, kdy se sám smrtelně zranil jednou zbraní ze své sbírky. Jeho předčasná smrt byla označena jako sebevražda (možná i pod vlivem alkoholu).
Přesné okolnosti jeho skonu nebyly nikdy zcela spolehlivě vyjasněny a jsou dodnes předmětem různých spekulací.

## Členství v organizacích
- 1957 – člen Svazu československých výtvarných umělců

## Výstavy
- 2013 – Jaromír Vraštil – ilustrátor dobrodružství, Galerie Jiřího Trnky, Plzeň, 4.–28. 10. 2013

## Z knižních ilustrací

### Česká literatura
- Mirko Pašek: Děvče pro Oklahomu 1980.
- Bohumil Říha: O lékaři Pingovi (1944).
- Václav Šolc: Nejstarší Američané (1968).
- Václav Šolc: Synové kondorů (1974).
- Fráňa Velkoborský: Jabloňová stezka (1958).

### Světová literatura
- Gustave Aimard: Zálesáci z Arkansasu (1971).
- Joseph Altsheler: Poslední náčelník (1975).
- James Fenimore Cooper: Lovec jelenů (1960).
- James Fenimore Cooper: Poslední Mohykán (1961).
- James Fenimore Cooper: Stopař (1963).
- James Fenimore Cooper: Průkopníci (1964).
- James Fenimore Cooper: Prérie (1967).
- Gabriel Ferry: Poklad ve Zlatém údolí (1970).
- Zane Grey: Dobrodružství Kena Warda (1992).
- Zane Grey: Ken Ward v džungli (1971).
- Zane Grey: Na lovu šelem (1971).
- Zane Grey: Prázdniny v pralese (1970).
- Karel May: Tave-šala a další příběhy (2010).
- Thomas Mayne-Reid: Bezhlavý jezdec (1958).
- Farley Mowat: Stopy ve sněhu (1961).
- Emilio Salgari: Černý korzár (1967).
- Emilio Salgari: Město malomocného krále (1974).
- Fritz Steuben: Tekumseh (1971–1979), čtyři díly.
- Nora Szczepańska: Divoký Anda (1969).
- Jules Verne: Bratři Kipové (1973).
- Jules Verne: Honba za meteorem a Doktor Ox (1966).
- Jules Verne: časopisecké zkrácené vydání Školy robinsonů pod názvem Ostrov na prodej (Pionýr, 1971–72)
- Jules Verne: Podivuhodná dobrodružství výpravy Barsacovy (1968).